# Ancistrus mullerae
Az Ancistrus mullerae a sugarasúszójú halak (Actinopterygii) osztályának harcsaalakúak (Siluriformes) rendjébe, ezen belül a tepsifejűharcsa-félék (Loricariidae) családjába tartozó faj.

## Előfordulása
Az Ancistrus mullerae Dél-Amerikában fordul elő. Brazília egyik endemikus hala.

## Megjelenése
Ez a halfaj legfeljebb 12,5 centiméter hosszú. A nőstények általában, csak 8 centiméter hosszúak. A hátúszóján csak 1 tüske látható. Az alsó állkapcsán levő rövid tapogatónyúlvány az ajkához van nőve. 51-97 foga van.

## Életmódja
A trópusi édesvizeket kedveli. Mint a többi algaevő harcsafaj, a víz fenekén él és keresi meg a táplálékát.